# Reggie Miller
Reggie Miller (Riverside, 24 augustus 1965) is een Amerikaans voormalig basketballer. Hij was tot 10 februari 2011 de topscorer aller tijden in de NBA wat betreft driepunters, waarmee hij 7680 (2560 3-punters) van zijn in totaal 25.279 punten maakte in de NBA. Miller speelde zijn gehele professionele carrière (1987-2005) voor de Indiana Pacers. De shooting-guard won met de Verenigde Staten goud op het WK 1994 en de Olympische Zomerspelen 1996.

## Carrière
Miller speelde collegebasketbal voor de UCLA Bruins van 1983 tot 1987. Hij werd in de NBA draft van 1987 als 11e gekozen door de Indiana Pacers. Hij speelde de rest van zijn carrière enkel voor de Pacers.
Miller bereikte met de Pacers (samen met onder anderen Rik Smits en Chris Mullin) in het seizoen 1999/00 de NBA Finale, waarin de Los Angeles Lakers met 4-2 te sterk waren. Toen hij stopte met basketbal trok Indiana Pacers als eerbetoon zijn shirtnummer (31) terug, zodat geen speler bij de Pacers het na hem nog zal dragen. Hij had het hoogste puntentotaal uit driepunters in de geschiedenis van de NBA tot Ray Allen zijn record op 10 februari 2011 verbrak.

## Erelijst
- NBA All-Star: 1990, 1995, 1996, 1998, 2000
- All-NBA Third Team: 1995, 1996, 1998
- NBA 75th Anniversary Team
- 50–40–90 club: 1994
- J. Walter Kennedy Citizenship Award: 2004
- Wereldkampioenschap: 1994
- Olympische Zomerspelen: 1996
- Basketball Hall of Fame: 2012
- Nummer 31 teruggetrokken door de Indiana Pacers
- Nummer 31 teruggetrokken door de UCLA Bruins

## Statistieken

### Regulier seizoen
| Seizoen      | Team           | WG   | WS   | MPW  | 2P%  | 3P%  | FW%  | RPW | APW | SPW | BPW | PPW  |
| ------------ | -------------- | ---- | ---- | ---- | ---- | ---- | ---- | --- | --- | --- | --- | ---- |
| 1987/88      | Indiana Pacers | 82   | 1    | 22,4 | 48,8 | 35,5 | 80,1 | 2,3 | 1,6 | 0,6 | 0,2 | 10,0 |
| 1988/89      | Indiana Pacers | 74   | 70   | 34,3 | 47,9 | 40,2 | 84,4 | 3,9 | 3,1 | 1,3 | 0,4 | 16,0 |
| 1989/90      | Indiana Pacers | 82   | 82   | 38,9 | 51,4 | 41,4 | 86,8 | 3,6 | 3,8 | 1,3 | 0,2 | 24,6 |
| 1990/91      | Indiana Pacers | 82   | 82   | 36,2 | 51,2 | 34,8 | 91,8 | 3,4 | 4,0 | 1,3 | 0,2 | 22,6 |
| 1991/92      | Indiana Pacers | 82   | 82   | 38,0 | 50,1 | 37,8 | 85,8 | 3,9 | 3,8 | 1,3 | 0,3 | 20,7 |
| 1992/93      | Indiana Pacers | 82   | 82   | 36,0 | 47,9 | 39,9 | 88,0 | 3,1 | 3,2 | 1,5 | 0,3 | 21,2 |
| 1993/94      | Indiana Pacers | 79   | 79   | 33,4 | 50,3 | 42,1 | 90,8 | 2,7 | 3,1 | 1,5 | 0,3 | 19,9 |
| 1994/95      | Indiana Pacers | 81   | 81   | 32,9 | 46,2 | 41,5 | 89,7 | 2,6 | 3,0 | 1,2 | 0,2 | 19,6 |
| 1995/96      | Indiana Pacers | 76   | 76   | 34,5 | 47,3 | 41,0 | 86,3 | 2,8 | 3,3 | 1,0 | 0,2 | 21,1 |
| 1996/97      | Indiana Pacers | 81   | 81   | 36,6 | 44,4 | 42,7 | 88,0 | 3,5 | 3,4 | 0,9 | 0,3 | 21,6 |
| 1997/98      | Indiana Pacers | 81   | 81   | 34,5 | 47,7 | 42,9 | 86,8 | 2,9 | 2,1 | 1,0 | 0,1 | 19,5 |
| 1998/99      | Indiana Pacers | 50   | 50   | 35,7 | 43,8 | 38,5 | 91,5 | 2,7 | 2,2 | 0,7 | 0,2 | 18,4 |
| 1999/00      | Indiana Pacers | 81   | 81   | 36,9 | 44,8 | 40,8 | 91,9 | 3,0 | 2,3 | 1,0 | 0,3 | 18,1 |
| 2000/01      | Indiana Pacers | 81   | 81   | 39,3 | 44,0 | 36,6 | 92,8 | 3,5 | 3,2 | 1,0 | 0,2 | 18,9 |
| 2001/02      | Indiana Pacers | 79   | 79   | 36,6 | 45,3 | 40,6 | 91,1 | 2,8 | 3,2 | 1,1 | 0,1 | 16,5 |
| 2002/03      | Indiana Pacers | 70   | 70   | 30,2 | 44,1 | 35,5 | 90,0 | 2,5 | 2,4 | 0,9 | 0,1 | 12,6 |
| 2003/04      | Indiana Pacers | 80   | 80   | 28,2 | 43,8 | 40,1 | 88,5 | 2,4 | 3,1 | 0,8 | 0,1 | 10,0 |
| 2004/05      | Indiana Pacers | 66   | 66   | 31,9 | 43,7 | 32,2 | 93,3 | 2,4 | 2,2 | 0,8 | 0,1 | 14,8 |
| Carrière     | Carrière       | 1389 | 1304 | 34,3 | 47,1 | 39,5 | 88,8 | 3,0 | 3,0 | 1,1 | 0,2 | 18,2 |
| NBA All-Star | NBA All-Star   | 5    | 1    | 19,2 | 45,7 | 26,3 | 75,0 | 1,0 | 2,0 | 1,0 | 0,2 | 8,0  |

### Play-offs
| Seizoen  | Team           | WG  | WS  | MPW  | 2P%  | 3P%  | FW%  | RPW | APW | SPW | BPW | PPW  |
| -------- | -------------- | --- | --- | ---- | ---- | ---- | ---- | --- | --- | --- | --- | ---- |
| 1989/90  | Indiana Pacers | 3   | 3   | 41,7 | 57,1 | 42,9 | 90,5 | 4,0 | 2,0 | 1,0 | 0,0 | 20,7 |
| 1990/91  | Indiana Pacers | 5   | 5   | 38,6 | 48,6 | 42,1 | 86,5 | 3,2 | 2,8 | 1,6 | 0,4 | 21,6 |
| 1991/92  | Indiana Pacers | 3   | 3   | 43,3 | 58,1 | 63,6 | 80,0 | 2,3 | 4,7 | 1,3 | 0,0 | 27,0 |
| 1992/93  | Indiana Pacers | 4   | 4   | 43,8 | 53,3 | 52,6 | 94,7 | 3,0 | 2,8 | 0,8 | 0,0 | 31,5 |
| 1993/94  | Indiana Pacers | 16  | 16  | 36,0 | 44,8 | 42,2 | 83,9 | 3,0 | 2,9 | 1,3 | 0,2 | 23,2 |
| 1994/95  | Indiana Pacers | 17  | 17  | 37,7 | 47,6 | 42,2 | 86,0 | 3,6 | 2,1 | 0,9 | 0,2 | 25,5 |
| 1995/96  | Indiana Pacers | 1   | 1   | 31,0 | 41,2 | 33,3 | 86,7 | 1,0 | 1,0 | 1,0 | 0,0 | 29,0 |
| 1997/98  | Indiana Pacers | 16  | 16  | 39,3 | 42,6 | 40,0 | 90,4 | 1,8 | 2,0 | 1,2 | 0,2 | 19,9 |
| 1998/99  | Indiana Pacers | 13  | 13  | 37,0 | 39,7 | 33,3 | 89,5 | 3,9 | 2,6 | 0,7 | 0,2 | 20,2 |
| 1999/00  | Indiana Pacers | 22  | 22  | 40,5 | 45,2 | 39,5 | 93,8 | 2,4 | 2,7 | 1,0 | 0,4 | 24,0 |
| 2000/01  | Indiana Pacers | 4   | 4   | 44,3 | 45,6 | 42,9 | 93,3 | 5,0 | 2,5 | 0,8 | 0,5 | 31,3 |
| 2001/02  | Indiana Pacers | 5   | 5   | 39,6 | 50,6 | 41,9 | 87,5 | 3,2 | 2,8 | 1,6 | 0,2 | 23,6 |
| 2002/03  | Indiana Pacers | 6   | 6   | 29,3 | 28,3 | 16,0 | 91,3 | 2,3 | 2,3 | 0,2 | 0,2 | 9,2  |
| 2003/04  | Indiana Pacers | 16  | 16  | 28,4 | 40,2 | 37,5 | 92,2 | 2,3 | 2,8 | 1,1 | 0,2 | 10,1 |
| 2004/05  | Indiana Pacers | 13  | 13  | 33,1 | 43,4 | 31,8 | 94,1 | 3,1 | 1,5 | 0,8 | 0,1 | 14,8 |
| Carrière | Carrière       | 144 | 144 | 36,9 | 44,9 | 39,0 | 89,3 | 2,9 | 2,5 | 1,0 | 0,2 | 20,6 |

4 Charles Barkley · 
5 Grant Hill · 
6 Penny Hardaway · 
7 David Robinson · 
8 Scottie Pippen · 
9 Mitch Richmond · 
10 Reggie Miller · 
11 Karl Malone · 
12 John Stockton · 
13 Shaquille O'Neal · 
14 Gary Payton · 
15 Hakeem Olajuwon · 
Coach Lenny Wilkens